# Grès de Lapurr
Le grès de Lapurr (parfois orthographié Lapur) ou formation gréseuse de Lapur, parfois considéré dans le passé comme faisant partie des Turkana Grits, est une formation géologique du Kenya (comté de Turkana). 

## Présentation
C'est la plus ancienne formation du bassin du Turkana, remontant au Crétacé supérieur, la palynologie et la présence de dyrosaures et de mosasaures permettant de la dater du Campanien au Maastrichtien ; selon la datation par les isotopes du zircon, la partie supérieure s'étend jusqu'au Paléogène. Elle est majoritairement composée de grès arkosique à grain fin, déposé sans doute dans un contexte fluvial ou marin de faible profondeur,. Des restes de dinosaures ainsi que ceux d'autres vertébrés ont été retrouvés aux abords de la gorge de Lokitaung ; il s'agit principalement d'os isolés de morphologie robuste, fortement abîmés. On recense des os de membres de sauropodes et des vertèbres caudales,.

## Paléofaune de vertébrés
| Lithostrotia gen. et sp. nov.  | Lithostrotia non décrit                                                           |
| Sauropoda indét.               | Deux taxons distincts                                                             |
| Iguanodontia indét.            | Deux taxons distincts                                                             |
| ?Ornithopoda indét.            |                                                                                   |
| ? Azhdarchidae indét.          | Vertèbre cervicale partielle                                                      |
| Abelisauridae gen. et sp. nov. | Un abélisauride non nommé, connu par un crâne partiel et des restes post-craniaux |
| Theropoda indét.               | Grand taxon                                                                       |